# محمد محمدی بریمانلو
محمد محمدی بریمانلو (زاده ۰‎۴ بهمن ۱۳۷۲ در بجنورد) جودوکار و کوراش‌کار اهل ایران است. وی دارنده چندین مدال قهرمانی آسیا و جهان و عضو تیم ملی جودو ایران می‌باشد.

## افتخارات

### فهرست کامل مدال‌های بین‌المللی

#### جودو
- مدال برنز مسابقات قهرمانی نوجوانان آسیا در وزن ۵۰ کیلوگرم در کشور تایلند در سال ۲۰۱۰.
- مدال برنز مسابقات قهرمانی جوانان آسیا در وزن ۶۶ کیلوگرم در کشور چین‌تایپه در سال ۲۰۱۴.
- مدال برنز مسابقات گرند پریکس در وزن ۷۳ کیلوگرم در کشور چین در سال ۲۰۱۷.
- مدال برنز تیمی قهرمانی آسیا در وزن ۷۳ کیلوگرم در کشور چین‌تایپه در سال ۲۰۱۷.
- مدال برنز مسابقات گرند پریکس در وزن ۷۳ کیلوگرم در کشور ترکیه در سال ۲۰۱۸.
- مدال برنز بازی‌های آسیایی اندونزی در وزن ۷۳ کیلوگرم در سال ۲۰۱۸.
- مدال برنز مسابقات قهرمانی جهان در وزن ۷۳ کیلوگرم در کشور آذربایجان در سال ۲۰۱۸.
- مدال نقره مسابقات کاپ جهانی قزاقستان در وزن ۷۳ کیلوگرم در سال ۲۰۱۹.

#### کوراش
- مدال نقره مسابقات قهرمانی جهان در وزن ۸۱ کیلوگرم در کشور هندوستان در سال ۲۰۲۲.
- مدال طلا فستیوال جهانی در رشته‌های بومی محلی در وزن ۸۱ کیلوگرم در کشور ترکیه در سال ۲۰۲۲.
- مدال طلا مسابقات قهرمانی آسیا در وزن ۸۱ کیلوگرم در کشور چین در سال ۲۰۲۳.
- مدال طلا مسابقات جایزه بزرگ در وزن ۸۱ کیلوگرم در سال ۲۰۲۳.

#### گوشتین‌گیری
- مدال طلا مسابقات آسیا در کشور تاجیکستان در سال ۲۰۲۳.
- مدال نقره مسابقات جام ریاست جمهوری تاجیکستان در سال ۲۰۲۳.

کوراش قهرمانی آسیا؛ محمد محمدی بریمانلو طلایی شد. وی در مسابقات جهانی ۲۰۱۸ باکو به عنوان نماینده ایران شرکت کرد و به مقام سوم جهان رسید. در مسابقات اوپن آسیا ۲۰۱۹ در قزاقستان به مقام دوم رسید. در بازی‌های آسیایی ۲۰۱۸ جاکارتا نیز برنده مدال برنز بود.
قرار بود محمد محمدی بریمانلو به همراه سعید ملایی در مسابقات جهانی ۲۰۱۹ شرکت کند اما به خاطر همگروهی با حریف اسرائیلی، به توکیو اعزام نشد. بریمانلو به نشانه اعتراض در سن ۲۶ سالگی از دنیای قهرمانی خداحافظی کرد. محدودیت‌ها و خط قرمز نظام جمهوری اسلامی برای بریمانلو و ملایی یکسان بود و هر دو نیز در نهایت دست خالی ماندند. با این تفاوت که بریمانلو اعزام نشد اما ملایی اعزام شد تا قهرمان المپیک را هم شکست دهد اما بدون مدال بماند. وی در المپیک توکیو تنها جودوکاری بود که سهمیه المپیک داشت اما به دلیل تعلیق جودو از المپیک جا ماند.
پدر وی در فروردین ۱۳۹۷ به خاطر هیجان‌زدگی در حین تماشای مسابقات او دچار ایست قلبی شد و درگذشت.

## دوپینگ
محمدی در مرداد ۱۴۰۲ به دلیل وجود ماده ممنوعه «استانوزولول» و «متاندینون» در نمونه اخذ شده از وی و مثبت اعلام شدن تست دوپینگ از تمامی فعالیت‌های ورزشی محروم شد.